# أكيرا تاكاسا
أكيرا تاكاسا (باليابانية: 高瀬 証) (مواليد 21 سبتمبر 1988)، هو لاعب كرة قدم ياباني سابق كان يلعب كلاعب وسط.

## وصلات خارجية
- أكيرا تاكاسا على موقع رابطة كرة القدم اليابانية للمحترفين (اليابانية)
- أكيرا تاكاسا على موقع Soccerway.com (الإنجليزية)
- أكيرا تاكاسا على موقع عالم كرة القدم.نت (الإنجليزية)